# Islands Nationaldag
Islands Nationaldag (islandsk: Þjóðhátíðardagurinn) fejres d. 17. juni hvert år, efter at Island løsrev sig fra personalunionen med Kongeriget Danmark i 1944. 
I 1944 var Danmark besat af Nazi-Tyskland, mens De Allierede havde udsendt tropper til Island. Da Islands unionsaftale med Danmark udløb i 1943, kunne man ikke indgå nye unionsaftaler på grund af Danmarks besættelse, hvilket Island benyttede til at erklære sig selvstændig republik i 1944. 
Datoen d. 17. juni valgtes, fordi den islandske selvstændighedsforkæmper Jón Sigurðsson blev født på denne dag.

## Baggrund
Republikkens dannelse var baseret på en klausul i Unionsloven af 1918 med Danmark, som muliggjorde en revision i 1943 samt resultaterne af 1944-folkeafstemningen.
Tyskers besættelse af Danmark under 2. verdenskrig betød, at revisionen ikke kunne finde sted, og derfor krævede nogle islandske politikere, at islændingene skulle vente til efter krigen. De britiske og amerikanske regeringer, der besatte Island på daværende tidspunkt, forsinkede også erklæringen ved at anmode det islandske parlament om at vente til efter 1943. Skønt skuffet over resultatet af folkeafstemningen sendte kong Christian X et brev den 17. juni 1944, hvori han lykønskede islændinge med beslutningen om at danne en republik.
Afskaffelsen af monarkiet resulterede i lille ændring i den islandske forfatning: "Kongen" var blot erstattet af "Præsidenten". Men islænderne i Island fejrede slutningen af den lange kamp for total uafhængighed og hyldede Jón Sigurðsson for sin tidlige uafhængighedsbevægelse og Sveinn Björnsson, som blev Islands første præsident.

## Markering
I dag fejrer islænderne denne ferie på nationalt plan. Fejringen foregår traditionelt med en parade gennem hvert byområde med et hornorkester i forgrunden. Ryttere på islandske heste går ofte forud for orkesteret, og flagbærere fra den islandske spejderbevægelse følger traditionelt efter orkesteret. Efter paraden holdes flere taler ude i det åbne, herunder en fra Fjallkonan (oversat: bjergkvinden), klædt i Skautbúningur (en særlig dragt), der reciterer et digt. Hun repræsenterer den islandske nations og den islandske naturs stærke ånd; dette er på mange måder en arv fra den romantiske periode, der eksisterede, da de første skridt mod uafhængighed blev taget. Efter taler af andre embedsmænd er forbi, finder en mindre formel fest sted med musikere, der underholder publikum, børnene spiser slik i store mængder, og gasfyldte balloner slippes fri af deres ejere og flyver mod himlen. 
Det er også noget traditionelt at forvente regn på denne dag, især i det sydvestlige Island.